# オドリバラジオ
『オドリバラジオ』は大分放送（OBSラジオ）で2019年10月1日より放送しているラジオ番組である。

## パーソナリティ
- 木本涼介
- たろーちゃん（深津健太郎）
- ごっちん（後藤洋介）
- 川野隆史 ‐ 番組の構成作家を兼ねる
- なっちゃん（いしだなつみ）

原則木本のみがレギュラーで出演し、他のメンバーは最低1名が収録に参加する不定期出演となる。ただし本編収録不参加メンバーは、別途録音する形で出演する。

## スタッフ
- 「ICEDog」 ‐ ミキサー

番組ラストに締めの言葉とリクエスト曲紹介で声出しする。
よくキャスト（主に木本）に声マネされる。
- 「豊後のヒーロー」 ‐ 元ミキサー。現在は『夜のイチスタ☆』ミキサー

番組ラストに締めの言葉とリクエスト曲紹介で声出しする。

## 概要
2019年10月、『完売御礼 IMAZURU わいわいハイツ』（以下『完売御礼』）101号室（火曜21:00 ‐ 21:30）の番組として開始。『完売御礼』が終了した2020年4月以降は独立番組として土曜 19:30‐20:00に移動。同年10月より現行の放送時間となった。
リスナーから募ったテーマメッセージや大喜利ネタ、フリートークで構成される。収録は特別な場合を除き、局のスタジオではない「秘密基地」と呼ばれる場所で行われる。
メッセージ・リクエストは全て番組公式Twitterへのリプライ、ダイレクトメッセージで受け付ける。リクエストは出演者とリスナーの希望曲から「ICEDog」がどちらかを選択した上で流される。
まいまいが出演するラジオ番組『夜のイチスタ☆』は、『完売御礼』を番組開始のルーツとするという共通点があり、2020年10月以降はOBSラジオの土曜21時台を分け合う形となった。互いの番組にゲスト出演するなど交流が頻繁に行われる。